# Prestito linguistico
Un prestito linguistico è una parola, una struttura sintattica, un morfema o un fonema che entra a far parte del patrimonio di una determinata lingua e proviene da una comunità di lingua diversa, in seguito al contatto tra culture diverse. Con lo stesso termine s'intende anche il fenomeno di adozione della parola straniera.
È chiamato anche forestierismo, esotismo e, con accezione negativa, barbarismo.

## Storia
Nel contatto tra due popoli, quale che sia il genere del rapporto (commerciale, culturale, politico ecc.), avviene sempre uno scambio anche linguistico. La direzione è generalmente influenzata dal maggiore prestigio di una delle due lingue, ma l'influenza è sempre reciproca. Così, ad esempio, il latino, che in epoca classica era percepito come meno prestigioso del greco, ha ricevuto da questa lingua moltissimi prestiti, ma anche il greco ha preso alcune parole dal latino. La natura amichevole o meno del rapporto non influenza l'entità dello scambio, come attesta l'intensità del fenomeno del prestito tra le lingue del Mediterraneo nel Medioevo, quando le Crociate non risparmiavano musulmani ed ebrei, e, per converso, i pirati arabi praticavano sistematicamente la schiavitù.
Il fenomeno del prestito linguistico comincia comunque già in epoche molto antiche. È necessario risalire almeno alla progressiva disgregazione dell'Impero romano d'Occidente, causata, tra le altre cose, dalle invasioni barbariche: il contatto tra questi diversi popoli comporta l'ingresso nel fondo latino di diversi prestiti di origine germanica, bizantina, slava ed araba. Per altro verso, il cristianesimo delle origini ha stimolato nei popoli germanici l'accoglimento di parole latine, mentre il cristianesimo greco ha influenzato significativamente le lingue dei popoli slavi.

## Caratteristiche
Il prestito è una delle modalità attraverso cui le diverse lingue arricchiscono il proprio repertorio. Inizialmente l'estraneità dei prestiti è più forte, per cui per la storia di un prestito è molto importante il fattore tempo: un termine può essere considerato "straniero" e poi far parte a tutti gli effetti del lessico dei parlanti (con o senza adattamenti); può essere considerato accettato quando il suo uso è percepito come normale dai parlanti (non importa se essi conoscano molto, poco o nulla la lingua e la cultura da cui proviene). Già Machiavelli aveva delineato alcuni principi base dell'adozione dei prestiti linguistici (in particolare, la possibilità di un prestito "di necessità" e quella dell'adattamento delle forme provenienti dall'esterno a quelle più consuete per la lingua che riceve):
(Niccolò Machiavelli, Discorso intorno alla nostra lingua, 1524/1525)
Secondo Vinay e Darbelnet, spesso i prestiti linguistici diventano di uso comune grazie a una traduzione.
Come nota Paolo D'Achille, "il fenomeno del prestito, comune a tutte le lingue, è dovuto a fattori extralinguistici": può infatti essere causato da contiguità territoriale tra due lingue, da movimenti migratori, da vicende sociopolitiche, da rapporti economici e culturali. L'occasione dell'affermarsi di un prestito è data dalla presenza di parlanti bilingui. Così, ad esempio, la massiccia presenza in diverse lingue di prestiti dall'inglese relativi al mondo dell'informatica rinvia al fatto che il gruppo sociale che nei diversi Paesi si occupa di informatica è in genere bilingue (parla cioè l'inglese oltre alla propria lingua madre): lo stesso discorso può essere esteso ad altri specialisti (biologi, genetisti, fisici ecc.). Anche il turismo di massa ha agevolato lo scambio di elementi linguistici tra diverse lingue, quanto meno perché ha favorito una certa disponibilità mentale verso culture diverse dalla propria.
Oltre al contatto diretto tra parlanti, un ruolo sempre più significativo per il diffondersi di prestiti è ricoperto dalle lingue trasmesse dai mezzi di comunicazione di massa, in cui il verso della comunicazione è unidirezionale e manca dunque l'interazione. Anche gli scambi via e-mail hanno un ruolo non trascurabile.
Un fattore rilevante nella maggiore o minore facilità con cui due lingue si scambiano parole è la somiglianza strutturale tra la lingua donatrice e la lingua ricevente. Così, ad esempio, l'arabo ha fornito centinaia di parole alle lingue romanze, ma di esse pochissimi sono gli aggettivi e ancora meno i verbi. Al contrario, le lingue indoeuropee si sono scambiate tra loro moltissime parole e in molti casi, nelle diverse lingue, le forme differiscono per elementi trascurabili (come la desinenza o il suffisso): un esempio è il termine letteratura (littérature in francese, literature in inglese, Literatur in tedesco). In ogni caso, lo scambio di sostantivi è sempre di gran lunga prevalente rispetto a quello di aggettivi o verbi. Infatti, "i primi arrivano spontaneamente come «etichette» per gli oggetti e le nozioni importate".

## Tipologia

### Prestiti adattati e prestiti integrali
Nella lingua scritta le parole, locuzioni o in generale le costruzioni linguistiche straniere, eventualmente trascritte se non appartenenti allo stesso sistema di scrittura, possono avere effetti direttamente sul lessico oppure sulla morfologia della lingua ospite. In particolare, le parole possono entrare nella lingua ospite in varie forme:
- un prestito si dice "adattato" (o "integrato" o anche "adeguato") quando la lingua che lo accoglie ne modifica la forma per adeguarlo (attraverso adattamento) al proprio sistema morfologico o fonologico (ad esempio: le parole italiane lanzichenecco, bistecca o toeletta, rispettivamente dal tedesco Landsknecht, dall'inglese beef-steak e dal francese toilette, oppure lo spagnolo mitin dall'inglese meeting ecc.).[10][11]
- si dice invece "integrale" (o "acclimatato" o anche "non adattato") quando il materiale fonico non viene modificato (ad esempio, gli italofoni oltre alla forma toeletta usano anche toilette, che è appunto la versione acclimatata) o viene modificato solo inconsapevolmente sul piano intonativo oppure, se trasmesso attraverso la lingua scritta, viene modificato per via della pronuncia abituale della lingua che riceve (così gli italofoni usano la parola inglese starter, ma non la pronunciano come gli anglofoni).[10][11]

Va comunque precisato che la distinzione tra prestiti adattati e non adattati non è del tutto rigorosa sul piano teorico. Infatti, come scrive Roberto Gusmani, "il prestito rappresenta una «risposta» attiva della lingua [...] alle sollecitazioni e agli influssi provenienti da un'altra lingua. Tale «risposta», per fedele che sia, non può mai adeguarsi perfettamente all'archetipo, perché una corrispondenza tra entità non commensurabili come sono i singoli sistemi linguistici non può essere che approssimativa".

### Prestiti di necessità e prestiti di lusso
Si distinguono prestiti "di necessità" e prestiti "di lusso" a seconda della reale esigenza che la lingua che li adotta ha di essi:
- prestiti di necessità: sono parole introdotte quando ad esempio viene scoperto un nuovo oggetto o comunque entra un nuovo referente (patata, caffè, juke-box...), riempiendo un vuoto lessicale o semantico[13];
- prestiti di lusso (o "di prestigio"): teoricamente superflui in quanto esiste già nella lingua un termine col medesimo significato; si usano per la particolare sfumatura espressiva che hanno e per aumentare il prestigio di ciò che designano (show per spettacolo, boom per esplosione, manager per gestore, baby-sitter per bambinaia).

Di fatto la distinzione tra prestiti di necessità e prestiti di lusso "non regge dal punto di vista scientifico, perché da un lato tutto può essere denominato attraverso meccanismi interni di formazione delle parole, dall'altro le parole straniere possono avere connotazioni diverse dalle corrispondenti voci" della lingua che accoglie il prestito. Ad esempio, dopo la scoperta dell'America, l'italiano, per indicare il Solanum tuberosum, ha adottato, attraverso la mediazione dello spagnolo, una voce indigena, giungengo così alla voce patata, mentre per il Solanum lycopersicum sono state usate le parole italiane pomo e oro, ottenendo pomodoro; il francese, per indicare le stesse piante, ha operato in modo opposto (pomme de terre e tomate). Per altro verso, la voce baby sitter non corrisponde affatto alla figura della bambinaia del passato e la voce gay ha una connotazione diversa rispetto a omosessuale.

## Contenuti del prestito

### Prestito lessicale
Il fenomeno del prestito nasce dall'esigenza di nominare un concetto o un oggetto che nella lingua di destinazione non ha un nome proprio. Il prestito ha dunque la funzione di colmare una lacuna lessicale presente nella lingua che accoglie il termine.
Il vocabolo viene generalmente adeguato al sistema fonologico (e talvolta ortografico) della lingua che lo riceve. Ad esempio, quando gli spagnoli giunsero nel Nuovo Mondo, gli europei dovettero dare il nome a piante, animali e frutti fino ad allora sconosciuti nel Vecchio Mondo; in italiano:
- avocado viene dal nahuatl āhuacatl, attraverso lo spagnolo aguacate, poiché i primi esportatori di tale frutto furono gli Spagnoli;[15]
- puma, in modo simile, risale al quechua (sempre attraverso lo spagnolo);
- caffè, invece, viene dall'arabo qahwaʰ (قَهْوَة), attraverso il turco kahve.

Nida afferma che «il prestito linguistico di parole straniere è spesso considerato una pratica più sicura della creazione di parole usando componenti lessicali indigene», ma quando si diffondono nella cultura ricevente «sono sempre soggette a cambiamenti di significato e spesso modificano il proprio orientamento semantico».
Talvolta il vocabolo viene acquisito senza che la lingua di adozione introduca una nuova parola per sostituire il prestito. Questo può essere determinato dalla supremazia di una lingua in un determinato settore. Un esempio di quanto appena affermato è il linguaggio informatico inglese, da cui l'italiano ha attinto molti vocaboli, quali scanner, mouse o webcam.

#### Prestiti dalla lingua italiana
Numerosi sono altresì gli italianismi, ossia i prestiti ad altre lingue di termini italiani. Per ragioni storiche i prestiti dall'italiano si concentrano soprattutto in singoli settori, nei quali l'italiano, soprattutto in epoca rinascimentale, aveva il ruolo di lingua di riferimento. Si trovano quindi prestiti linguistici in campo finanziario: ad esempio, in inglese bank da «banca» (o «banco», con lo stesso significato) e bankrupt da «bancarotta»; in tedesco Konto, Risiko e Kredit, rispettivamente da «conto», «rischio» e «credito».
Vi sono numerosi prestiti nel campo semantico delle arti: per la musica, molto simili nelle diverse lingue europee, si hanno viola, piano, crescendo, adagio, presto, andante e così via (vedi Lingua italiana nella musica), pressoché identici anche nella morfologia (non però nella pronuncia); per le arti figurative si ricordano, in francese, italianismi come aquarelle, graffiti e fresco (dall'italiano rinascimentale "al fresco", moderno "affresco"), ed i paralleli in altre lingue.
Altri prestiti dall'italiano sono l'inglese antenna (o il tedesco Antenne); il tedesco e inglese alarm (sostantivo derivato a sua volta dalla locuzione all'arme!).
Infine, numerosissimi i prestiti nel campo della gastronomia e dell'alimentazione, per l'innovazione portata nei secoli in tali settori dalla cultura italiana: su tutte, la parola pizza, prestata a diverse lingue. Alcuni altri esempi: l'inglese parmesan (da parmigiano), salami (da salami, plurale di salame), lo spagnolo ñoqui (da gnocchi, plurale di gnocco) ecc.

### Prestito fonologico
Alcuni fonemi non presenti in una lingua entrano in uso assieme alla parola straniera: ad esempio la fricativa postalveolare sonora [ʒ] attraverso il prestito dei francesismi garage e beige, o la vocale anteriore semichiusa arrotondata [ø] attraverso il prestito dal lombardo cassœula in italiano.
A differenza dell'italiano, alcune lingue hanno risolto il problema della trascrizione dei fonemi ad esse estranei; ad esempio il tedesco usa il tetragramma dsch per indicare l'affricata postalveolare sonora [ʤ].

### Induzione di morfemi
Anche se per lo più il prestito riguarda i sostantivi, le lingue si imprestano anche verbi e aggettivi. Nel caso di prestiti di verbi e aggettivi, solitamente le due lingue coinvolte sono in rapporto di contatto linguistico o di bilinguismo.
Anche unità minime come i morfemi possono venire scambiate. Ad esempio, per l'italiano, sono prestiti i suffissi di origine germanica -ingo (in casalingo o ramingo), -ardo (in bugiardo o codardo); di origine francese è -iere (in ragioniere o giardiniere); dal greco provengono i suffissi nominali -essa (in badessa o ostessa), -ismo, -ista e -ico, nonché il suffisso verbale -izzare.

#### Ibridismi
Qualora i morfemi importati da altre lingue non vengano pienamente adattati alla lingua ricevente, la parola ottenuta mantiene elementi di due o più sistemi linguistici differenti, e viene definita ibridismo. Nell'ambito dei prestiti lessicali esistono due categorie di ibridismo:
1. una parola contenente elementi attribuibili, almeno originariamente, a due diverse lingue. È il caso dell'italiano tranvia, che calca l'inglese tramway unendo il prefisso tram- con la traduzione letterale del suo suffisso in -via;
2. una parola risultante da una combinazione di un morfema lessicale di una lingua con un morfema grammaticale di un'altra. Un esempio al riguardo è quello dell'italiano dribblare, ovvero effettuare un dribbling, che opera un adattamento morfologico aggiungendo alla radice inglese dribbl- (dal verbo to dribble) la vocale tematica -a- e la desinenza verbale infinitiva -re. Esempi di ibridismi tra l'italiano e le lingue regionali sono l'italiano settentrionale ciappare, dalla radice gallo-italica ciap- ("acchiapp-") e dal suffisso italiano -are, e l'italiano siciliano pipistrellu, che combina il prefisso "italiano pipistrell-" con il suffisso maschile singolare siciliano -u. In questa categoria si collocano i sempre più frequenti ibridismi tra italiano e inglese, quali ad esempio i sostantivi jazzista e rockettaro (o rocchettaro), i verbi killare, skippare e downloadare, e gli aggettivi skillato e brandizzato.[21]

## Il fenomeno nelle varie lingue
Ogni cultura ha un atteggiamento particolare nei confronti dei prestiti linguistici. Se in Italia l'invasione di forestierismi appare incontrollata, altre società preferiscono invece creare equivalenti descrittivi, basati su propri modelli grammaticali o di formazione della frase.

### Italia
In Italia il fenomeno dei forestierismi è molto diffuso. All'interno della lingua italiana, erano un tempo presenti perlopiù francesismi (parole prese in prestito dalla lingua francese), mentre oggi si parla in prevalenza di anglicismi (o inglesismi). Questi termini stranieri vengono utilizzati soprattutto per indicare cose nuove (sono rari i neologismi), ma sono presenti abbondantemente anche nel linguaggio politico e commerciale nonché in sostituzione di termini Italiani affermati. Per sottolineare l'abuso di anglicismi, taluni indicano la lingua italiana col termine itanglese. Sono presenti diversi studi che evidenziano la grandezza del fenomeno in Italia rispetto ad altri paesi come ad esempio Francia e Spagna.

### Francia
In Francia l'uso indiscriminato di forestierismi è combattuto dall'Académie française. Fra le sue numerose funzioni, infatti, l'accademia francese ha anche l'incarico di stilare dizionari di termini francesi equivalenti ai vari forestierismi. Le pubblicazioni di questi dizionari riguardano tutti gli ambiti della vita sociale (ritroviamo ad esempio in vocabolario di termini informatici). Nonostante la diffusione di forestierismi assai minore che in Italia, l'accademia francese ha di recente lanciato un allarme sull'aumento dell'uso incontrollato di anglicismi.
Sempre in Francia, è in vigore la legge Toubon, norma che sancisce il diritto dei cittadini francesi di ricevere informazioni in lingua francese.

### Spagna
L'organo incaricato della difesa della lingua spagnola è la Real Academia Española. Il fenomeno degli anglicismi è molto limitato e molti termini in italiano considerati intraducibili sono invece tradotti, con estrema naturalezza, nella lingua spagnola. Vengono di conseguenza tradotte le sigle (USA diventa EUA), i termini informatici (il mouse diventa ratón) e, più in generale, quasi ogni termine viene tradotto.
Anni fa, l'accademia Spagnola lanciò una campagna per sensibilizzare la popolazione sui possibili usi truffaldini dell'inglese all'interno dell'ambiente pubblicitario. Vennero messi in vendita gratuitamente due prodotti: un profumo a essenza "swine" e occhiali "blind effect". La pubblicità convincente e il prezzo nullo dei prodotti convinsero gli spagnoli ad acquistare tali prodotti, i quali, nonostante il suono orecchiabile degli anglicismi utilizzati nella pubblicità, erano invece deludenti. L'essenza "swine" non era altro che essenza di suino, mentre gli occhiali "blind effect" erano occhiali che non permettevano di vedere attraverso le lenti (effetto cieco).

## Fenomeni analoghi
Le esigenze che portano a un prestito possono portare in alternativa all'adozione di un neologismo semantico, che è il prodotto dell'estensione del significato di un termine già presente nella lingua di adozione (ad esempio in italiano realizzare ha assunto il significato di "rendersi conto" come calco semantico dell'inglese realize). Va comunque detto che se per «neologismo» in senso stretto si intende la parola nuova che in una certa lingua è formata con materiali propri di quella lingua, in senso lato anche i prestiti possono essere intesi complessivamente come neologismi.
Anche alcune strutture sintattiche, formalmente scorrette, sono entrate in uso: il sintagma la seconda città più grande non è corretto in quanto vi è la contraddizione di un superlativo relativo, però è ammesso nella lingua inglese.
La scelta di ricorrere ad un prestito piuttosto che ad un calco è legata normalmente al prestigio di cui gode, nel particolare campo semantico di riferimento, la lingua da cui si preleva il termine; ad esempio a cavallo tra XX e XXI secolo il linguaggio scientifico e quello tecnologico presentano molti prestiti dall'inglese (basti pensare a termini come Internet, hi-fi, computer); oppure il linguaggio musicale, sviluppatosi e diffusosi quando l'italiano godeva di un notevole prestigio culturale.

## Critica al prestito: il forestierismo
Il prestito linguistico è spesso visto criticamente ed assume allora spesso la denominazione di forestierismo. In alcuni stati, la legge tutela la lingua del paese con norme severe. Per contenere l'uso indiscriminato di forestierismi ritroviamo ad esempio in Francia l'Académie Française, la quale ha anche lo scopo di stilare una lista di termini francesi equivalenti ai forestierismi per ogni ambito della vita sociale (ha pubblicato per esempio un vocabolario di termini informatici). L'Académie Française si impegna inoltre attraverso il suo dizionario e di recente ha pubblicato sul suo sito ufficiale un rapporto sull'invasione di anglicismi in cui si mostra preoccupata per l'abuso di essi.